# Рідкий скінченний автомат
Рідки́й скінче́нний автома́т (РСА, англ. liquid state machine, LSM) — це особливий вид імпульсної нейронної мережі. РСА складається з великого зібрання вузлів (що називають нейронами). Кожен вузол отримує змінюваний з часом вхід від зовнішніх джерел (входи, англ. inputs), а також і від інших вузлів. Вузли є випадково з'єднаними один з одним. Рекурентна природа цих з'єднань перетворює змінюваний в часі вхід на просторово-часовий візерунок збуджень вузлів мережі. Просторово-часові візерунки збудження зчитуються лінійно розділювальними вузлами.
Суп із рекурентно з'єднаних вузлів у кінцевому підсумку обчислюватиме велике розмаїття нелінійних функцій над входом. З огляду на достатньо велике розмаїття таких нелінійних функцій, теоретично можливо отримати лінійні комбінації (використовуючи вузли зчитування) для виконання будь-якої математичної операції, потрібної для виконання певного завдання, такого як розпізнавання мовлення, або комп'ютерний зір.
Слово «рідкий» у назві походить від аналогії з киданням каменя до нерухомого об'єму води або іншої рідини. Падіння каменю створить брижі на поверхні рідини. Вхід (рух каменю, що падає) було перетворено на просторово-часовий візерунок переміщення рідини (брижі).
РСА було висунуто як спосіб пояснення дії мозку. РСА обговорюються як вдосконалення по відношенню до теорії штучних нейронних мереж, оскільки:
1. Ланцюги не закодовано жорстко для виконання конкретного завдання.
2. Входи неперервного часу обробляються «природно».
3. Обчислення на різних масштабах часу можуть виконуватися на одній і тій самій мережі.
4. Одна й та сама мережа може виконувати декілька обчислень.

Критика РСА при застосуванні в обчислювальній нейронауці полягає в тому, що
1. РСА насправді не пояснюють, як працює мозок. В кращому випадку, вони можуть повторювати деякі частини функціональності мозку.
2. Немає гарантованого способу препарувати працюючу мережу, і з'ясувати, як або які виконуються обчислення.
3. Дуже мало контролю над процесом.

## Універсальне наближення функцій
Якщо резервуар має пам'ять із згасанням (англ. fading memory) та роздільність входу (англ. input separability), за допомогою зчитування, може бути показано, що рідкий скінченний автомат є універсальним наближувачем функцій, за допомогою теореми Стоуна — Вейєрштрасса.

## Бібліотеки
- LiquidC#: Реалізація топологічно стійкого рідкого скінченного автомата з нейромережевим детектором